# Taouzint
Taouzint (franska: Taouzint (CR), Taouzint (Commune Rurale), arabiska: سيدي موسى) är en kommun i Marocko.   Den ligger i provinsen El Kelaâ des Sraghna och regionen Marrakech-Safi, i den norra delen av landet, 220 km söder om huvudstaden Rabat. Antalet invånare är 5 111.